# Eleição para governador da Califórnia em 2021
A eleição de recall para Governador da Califórnia em 2021 foi realizada em 14 de setembro. Trata-se de um recall em que os eleitores votaram se o governador Gavin Newsom deveira perder seu mandato. Se mais da metade dos eleitores forem favoráveis, o candidato mais votado na segunda pergunta será declarado eleito. No final, a maioria esmagadora dos eleitores californianos votaram para manter Newsom no cargo.

## Contexto

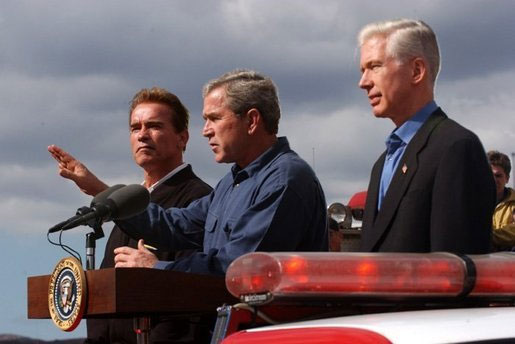
Em 2003, Gray Davis perdeu o mandato em um recall e foi substituído por Arnold Schwarzenegger

Após sua ascensão ao poder em 1911, os reformadores republicanos da Era Progressista da Califórnia introduziram os processos de revogação de mandato (recall) e referendo, juntamente com outras reformas democráticas abrangentes, como o sufrágio feminino. O objetivo era enfraquecer a influência dos interesses privados e restaurar, de acordo com o governador recém-eleito Hiram Johnson, o "domínio do povo." Em 2021, era um dos 19 estados que permitiam eleições revogatórias. Qualquer autoridade eleita pode estar sujeita a um recall.
Para desencadear uma eleição revogatória de uma autoridade eleita a nível estadual, os proponentes devem reunir, dentro de um determinado período de tempo, as assinaturas de eleitores registrados; o patamar exigido era de 12% dos votos registrados na eleição anterior para governador, ocorrida em 2018. Deste modo, a formalização do recall exigia o aval de 1.495.709 eleitores.
No processo de recall, os eleitores votam em duas questões: na primeira, se o titular do cargo deve ser removido; na segunda, qual concorrente deverá eventualmente substitui-lo. Se a maioria dos eleitores for favorável à primeira questão, declara-se eleito o candidato que receber a maioria dos votos. Com isso, é possível que o governador deposto tenha muito mais apoio popular do que seu sucessor.
Desde 1960, todos os governadores da Califórnia foram alvos de tentativas de recall. No entanto, a única tentativa exitosa de recall de um governador da Califórnia ocorreu em 2003, quando 55,4% dos votantes foram favoráveis à remoção de Gray Davis do cargo. No mesmo pleito, o ator republicano Arnold Schwarzenegger foi eleito com 48,6% dos votos.

## Tentativa de recall de Gavin Newsom
Durante o mandato de Gavin Newsom como governador, um total de sete petições de recall foram iniciadas contra ele. A petição que levou à convocação da votação de 2021 foi apresentada em fevereiro de 2021. Seu texto argumentava que "as pessoas neste estado sofrem os impostos mais altos do país, as taxas mais altas de desabrigados e, como resultado, a qualidade de vida mais baixa." O momento da tentativa coincidiu com o início da pandemia COVID-19. Nas tentativas anteriores, os oposicionistas de Newsom invocaram a saúde universal, leis sobre imigrantes ilegais e falta de moradia.
Em novembro de 2020, Newsom foi fortemente criticado por participar de uma festa de aniversário com mais de três famílias no restaurante The French Laundry, contrariando as diretrizes de prevenção do COVID-19 emitidas por sua própria gestão. Newsom buscou justificar o episódio, afirmando ser a primeira vez que ele e sua esposa jantaram com outras pessoas em público desde o início da pandemia e que as diretrizes foram obedecidas. Posteriormente, o governador se desculpou, mas o incidente prejudicou gravemente sua imagem e credibilidade para lidar com a crise, além de aumentar o apoio ao recall.
Diante das dificuldades em obter assinaturas durante a pandemia, o custo do processo aumentou dramaticamente e os apoiadores optaram por prosseguir com uma equipe de aproximadamente 5.000 voluntários. Neste contexto, o prazo limite, de 17 de novembro de 2020, foi estendido para 17 de março de 2021 por ordem judicial. A meta era reunir 2 milhões de assinaturas. Em março de 2021, 1,7 milhões de assinaturas foram validadas pela secretária de Estado, Shirley Weber, e a votação foi marcada para 14 de setembro do mesmo ano.
Os custos do recall foram estimados em US$ 276 milhões. A campanha de Newsom e legisladores democratas criticaram a votação como um desperdício de dinheiro do contribuinte, enquanto os proponentes afirmaram que "você não pode colocar um preço na democracia" e que alguns custos poderiam ter sido evitados se as autoridades eleitorais permitissem que uma eleição "tradicional" ocorresse, sem cédulas enviadas pelo correio a todos os eleitores. Embora o gasto projetado seja próximo aos US$ 292 milhões dispendidos nas eleições de 2020, o valor por eleitor é significativamente mais alto do que nas eleições de meio de mandato de 2018.
O recall gerou um debate legal sobre sua constitucionalidade. O principal argumento de seus críticos era de que a possibilidade do sucessor de Newsom receber menos votos que o governador violava o princípio da "uma pessoa, um voto." Em meados de agosto, um grupo de eleitores ajuizou uma ação judicial com o objetivo de impedir a votação. A alegação era que o processo violava a Cláusula de Igual Proteção insculpida na Constituição dos Estados Unidos. No mesmo mês, o juiz federal Michael W. Fitzgerald declarou o pleito improcedente, julgando que as alegações não eram "nem um pouco convincentes."

## Defesa do governador

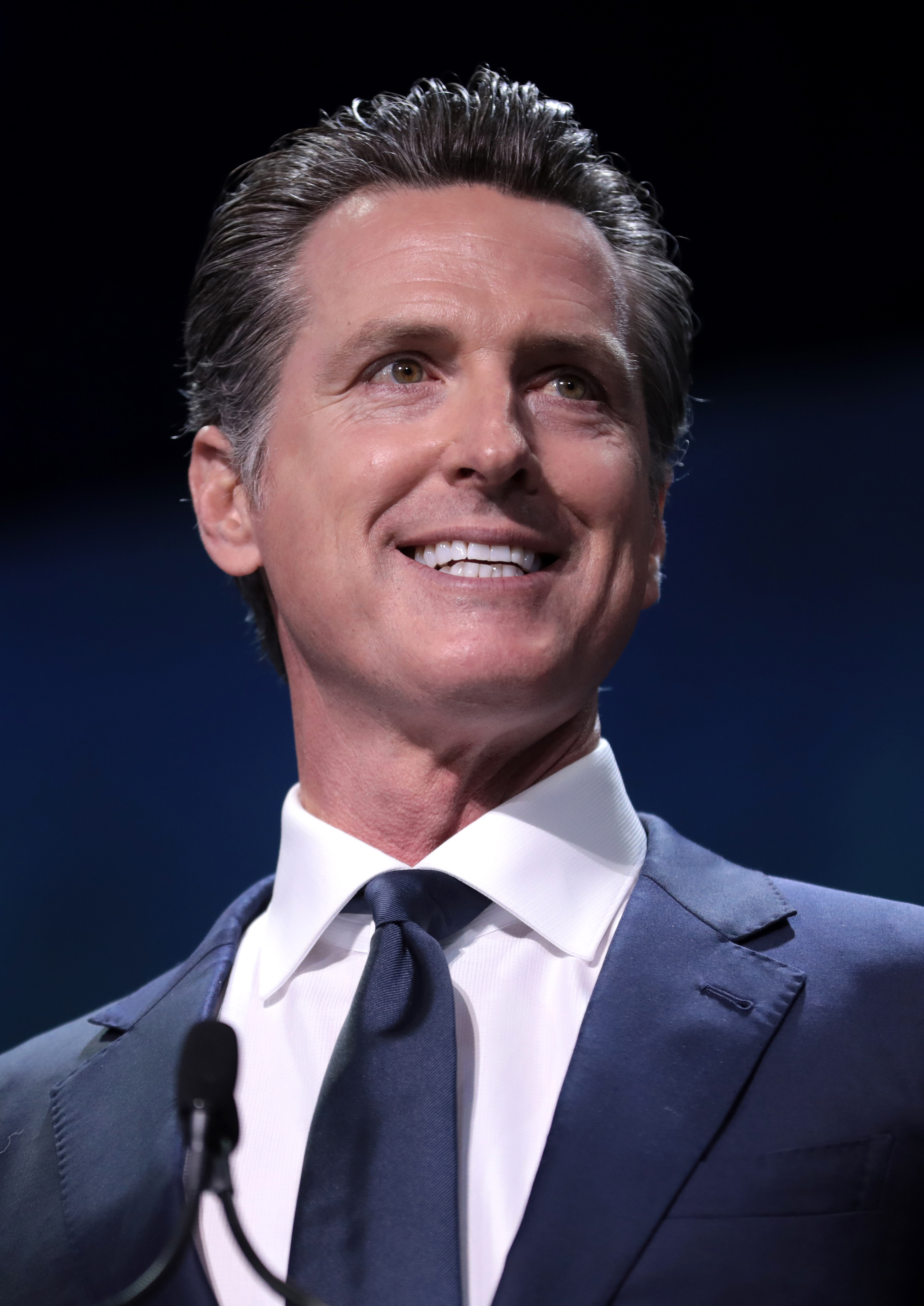
O governador Gavin Newsom em 2019

Newsom buscou classificar o recall como "partidário e republicano" e recrutou democratas de todo o país para ajudar na arrecadação de fundos para sua campanha. Os líderes democratas estaduais buscaram impedir candidaturas de membros do partido, crendo que isto poderia causar uma divisão do eleitorado, que alguns atribuem à revogação do mandato de Davis em 2003, quando o vice-governador democrata Cruz Bustamante foi derrotado pelo republicano Arnold Schwarzenegger.
Newsom e seus aliados procuraram conectar o esforço de recall a extremistas antivacinas e antimáscara, bem como a apoiadores do ex-presidente Donald Trump, enquanto os defensores do processo declararam que se tratava de um assunto que versava estritamente sobre Newsom e seu desempenho como governador, bem como que um terço dos signatários da petição eram democratas ou independentes registrados. Trump não comentou sobre o recall.

## Campanha

### Candidatos
O prazo para a submissão de candidaturas acabou em 16 de julho de 2021. Quarenta e seis candidaturas foram declaradas válidas. Destes, alcançaram mais de 1% das intenções de votos nas pesquisas de opinião realizadas até agosto de 2021 os seguintes candidatos:
|                                      |                                            |                            |                                              |                                        |                                                 |
| Larry Elder REP Apresentador e autor | Kevin Paffrath DEM YouTuber e empreendedor | John H. Cox REP Empresário | Kevin Faulconer REP Ex-prefeito de San Diego | Kevin Kiley REP Representante estadual | Caitlyn Jenner REP Atleta, empresária, ativista |

Fontes: SC Times e OC Register.

### Pesquisas
Quanto ao recall
| Fonte               | Datas                         | Sim   | Não   | Indecisos | Margem    |
| ------------------- | ----------------------------- | ----- | ----- | --------- | --------- |
| Real Clear Politics | 27 de agosto – 13 de setembro | 41,5% | 57%   | 1,5%      | Não +15,5 |
| FiveThirtyEight     | 18 de julho - 13 de setembro  | 41,5% | 57,3% | 1,2%      | Não +15,8 |
| Média               | Média                         | 41,5% | 57,2% | 1,4%      | Não +15,7 |

Quanto ao candidatos
| Fonte               | Datas                      | Elder (R) | Paffrath (D) | Cox (R) | Faulconer (R) | Kiley (R) | Jenner (R) | Ose (R) | Outros/indecisos | Margem      |
| ------------------- | -------------------------- | --------- | ------------ | ------- | ------------- | --------- | ---------- | ------- | ---------------- | ----------- |
| Real Clear Politics | 18 de julho – 12 de agosto | 21,8%     | 11%          | 7,5%    | 5,5%          | 4%        | 4%         | 1,8%    | 44,4%            | Elder +10,8 |
| FiveThirtyEight     | 18 de julho – 25 de agosto | 21,0%     | 7,8%         | 5,1%    | 4,3%          | 3,7%      | 2,7%       | 1,9%    | 53,5%            | Elder +13,2 |
| Média               | Média                      | 21,4%     | 9,4%         | 6,3%    | 4,9%          | 3,9%      | 3,4%       | 1,9%    | 49%              | Elder +12   |

## Resultados
| Eleição de Recall para Governador da Califórnia de 2021 |                                        |            |        |
| Escolha                                                 | Escolha                                | Votos      | %      |
|                                                         | Não para o recall                      | 7 944 092  | 61,88% |
|                                                         | Sim para o recall                      | 4 894 473  | 38,12% |
| Total de votos                                          | Total de votos                         | 12 892 578 | 100%   |
|                                                         |                                        |            |        |
| Eleitores registrados e comparecimento                  | Eleitores registrados e comparecimento | 22 057 610 | 58,45% |